# منتال‌ری
منتال‌ری یک نرم‌افزار رندرینگ حرفه‌ای که توسط شرکت منتال ایمیجز آلمان توسعه داده شده است. منتال ایمیج در دسامبر ۲۰۰۷ توسط انویدیا خریداری شد. همانگونه که از نام آن برداشت می‌شود منتال ری از ردیابی اشعه برای ایجاد تصاویر پشتیبانی می‌کند.
منتال ری در ساخت بسیاری از فیلم‌های معروف مانند هالک، ماتریکس و جنگ ستارگان استفاده شده است. قابلیت اصلی منتال ری دست یابی به عملکرد بالا توسط پردازش موازی در ماشین‌های چند پردازنده است.
منتال‌ری به گونه‌ای طراحی شده است تا قابلیت الحاق به سایر نرم‌افزارها مانند مایا، اتوکد یا تری دی اس مکس را داشته باشد.
در نوامبر ۲۰۱۷، انویدیا اعلام کرد که دیگر اشتراک‌های جدید منتال ری را ارائه نخواهد کرد، اگرچه در سال ۲۰۱۸ نسخه‌هایی با باگ های برطرف شده  برای مشتریان منتشر شد  .